# Forlandsundet
Forlandsundet – cieśnina w zachodniej części Svalbardu, pomiędzy Spitsbergenem a wyspą Prins Karls Forland.